# Termotropizm
Termotropizm – ruch wzrostowy roślin pod wpływem zmian temperatury. Wynika ze wzrostu ogrzanych cześć organów, termotropizm dodatni, lub zahamowania wzrostu pod wpływem nagrzewania. Jest to istotny mechanizm adaptacyjny roślin.